# Daulia argyrophoralis
Daulia argyrophoralis là một loài bướm đêm trong họ Crambidae.